# Bulgaarse Unie van Priesters
De Bulgaarse Unie van Priesters was een van 1948 tot 1990 door de Bulgaarse staat gecontroleerde vereniging van Bulgaars-orthodoxe priesters.
In 1948 dwong de communistische overheid alle Bulgaars-orthodoxe priesters, monniken en nonnen om zich aan te sluiten bij de Bulgaarse Unie van Priesters. Priesters die weigerden werden gevangengezet of naar strafkampen gestuurd. De rol van de Unie werd groter nadat de banden met het Patriarchaat Constantinopel werden verbroken en de Bulgaars-orthodoxe kerk autocefaal werd (1953). De Bulgaarse Unie van Priesters kreeg van de overheid de opdracht om de rol van leken binnen de parochies te versterken. 
Met de val van het communisme in Bulgarije (1989), verdween de Bulgaarse Unie van Priesters in 1990.